# Fissidens herzogii
Fissidens herzogii là một loài Rêu trong họ Fissidentaceae. Loài này được R. Ruthe ex Herzog mô tả khoa học đầu tiên năm 1905.